# Brandon McCoy
Brandon Lee McCoy (Chicago, Illinois, 11 de junio de 1998) es un baloncestista estadounidense que pertenece a la plantilla de los Soles de Mexicali de la Liga Nacional de Baloncesto Profesional de México. Con 2,13 metros de estatura, juega en las posición de pívot.

## Trayectoria deportiva

### Primeros años
McCoy comenzó su etapa de instituto en el  Morse High School de San Diego, California, para posteriormente ser transferido al Cathedral Catholic High School en 2015. En su temporada sénior promedió 28,6 puntos, 12,6 rebotes y 5,3 tapones por partido.
Fue elegido para diputar los prestigiosos McDonald's All-American Game, en el que consiguió 13 puntos, 7 rebotes y 4 tapones en apenas 20 minutos de juego, y el Jordan Brand Classic, en el que logró 15 puntos, 13 rebotes y 3 tapones.

### Universidad
Jugó una temporada con los Runnin' Rebels de la Universidad de Nevada, Las Vegas, en la que promedió 16,9 puntos, 10,3 rebotes y 1,8 tapones por partido.
Fue incluido en el segundo mejor quinteto de la Mountain West Conference por los entrenadores y la prensa especializada. Además, fue elegido novato del año de la conferencia.

#### Estadísticas
| Año     | Equipo | PJ | PT | MPP  | %TC  | %3P  | %TL  | RPP  | APP | ROB | TPP | PPP  |
| ------- | ------ | -- | -- | ---- | ---- | ---- | ---- | ---- | --- | --- | --- | ---- |
| 2017–18 | UNLV   | 33 | 33 | 28.8 | .545 | .333 | .725 | 10.3 | .5  | .5  | 1.8 | 16.9 |
| Total   | Total  | 33 | 33 | 28.8 | .545 | .333 | .725 | 10.3 | .5  | .5  | 1.8 | 16.9 |

### Profesional
Tras no ser elegido en el Draft de la NBA de 2018, jugó con los Milwaukee Bucks las Ligas de Verano de la NBA, equipo con el que firmó contrato para disputar la pretemporada. Tras no continuar en el equipo, fichó por los New Orleans Pelicans, quienes también lo despidieron antes del comienzo de la temporada.
El 1 de noviembre su nombre apareció entre los jugadores que forman parte de los Wisconsin Herd de la G League.
El 25 de agosto de 2021, firma por el BC Oostende de la Pro Basketball League.
El 9 de febrero de 2023, firma por el Sioux Falls Skyforce de la G League.
Tras jugar en Canadá e Indonesia, retornó a México en junio de 2025 como refuerzo de los Soles de Mexicali de la LNBP.

## Selección nacional
Representó a su país en el Campeonato Mundial de Baloncesto Sub-19 de 2017, en el cual los estadounidenses obtuvieron la medalla de bronce. 